# هویت (رمان)
هویت (فرانسوی:L'Identité) رمانی از میلان کوندرا نویسنده اهل چک است. این رمان نخستین بار در سال ۱۹۹۸ و به زبان فرانسوی منتشر شد. کوندرا در سال ۱۹۷۵ به فرانسه مهاجرت کرد. هویت به کلی در فرانسه اتفاق می‌افتد و دومین رمان او به فرانسه است. پیش از این او تمام رمان‌های خود را به زبان چک می‌نوشت. رمان حول محور رابطهٔ شانتال و شریک عاطفی جوان‌ترش، ژان-مارک می‌چرخد. پیچیدگی‌های رابطهٔ میان آنها و تاثیری که روی هویتشان می‌گذارد، کوندرا را به سمت تفکرات فلسفی در باب هویت، نه تنها در مفهوم خود-محور آن و بلکه در مفهوم تاثیری که دیگران و روابطشان در شکل‌گیری هویت فرد دارد،‌ سوق داده است.

## خلاصهٔ داستان
رمان حول محور رابطهٔ صمیمانهٔ شانتال و ژان-مارک می‌گردد و در هر فصل داستان از منظر یکی از این دو روایت می‌شود. داستان با شانتال شروع می‌شود که در هتلی در ساحل نرماندی در انتظار است تا شریک عاطفی‌اش روز بعد از راه برسد. وقتی او می‌رسد، کمی کشمکش دارند تا یکدیگر را پیدا کنند و یکدیگر را با فرد دیگری در ساحل اشتباه می‌گیرند که از نزدیک شباهت بسیار کمی به آنها دارد. در حین دیدار، شانتال بخاطر رویای مختصرا جنسی‌ای که دیده است، غمگین است.
او همچنین در سال در پدرها و کودکان فرومی‌رود. این موضوع در داستان بسیار به کرات اتفاق می‌افتد و مرگ فرزند او از شریک عاطفی قبلی‌اش را تداعی می‌کند.
ژان مارک از او می‌پرسد که چرا غمگین است و اینطور جواب می‌دهد: «مردها دیگر به من نگاه نمی‌کنند.» در این نقطه، اتفاق حیاتی داستان رقم می‌خورد؛ چرا که شانتال چیزی از هویت خود بروز می‌دهد که با آنچه ژان-مارک از هویت او در ذهن داشته است، مغایرت دارد و لذا هویت ژان-مارک را نیز برای خودش دستخوش تزلزل می‌کند.
شانتال بعدها نامه‌های عاشقانه‌ای دریافت می‌کند که گستاخانه مخل رابطهٔ عاطفی او می‌شود و باعث می‌شود او به فکر فرو برود که از دید دیگران چگونه به نظر می‌رسد. همچنین باعث می‌شود او مدام فکر کند که کسی او را تماشا می‌کند. او این نامه‌ها را در لباس‌های خود مخفی می‌کند و چیزی درمورد آنها به ژان-مارک نمی‌گوید.
از منظر ژان-‌مارک، او نخستین نامه را برای از بین بردن این حس شانتال که هیچ مردی به او توجه ندارد، می‌نویسد. اما کم کم اینکه شانتال موضوع نامه‌ها را از او مخفی می‌کند و تغییر رفتار می‌دهد، باعث حسادت او می‌شود و همین مساله روابط آنها و تلقی آنها را از هویتشان دستخوش دگرگونی می‌کند.

## ویژگی‌ها
این رمان از نظر ساختار روایی احتمالاً سنتی‌ترین رمان میلان کوندرا است. نیز یکی از کوتاه‌ترین رمان‌های منتشر شده اوست. با این همه از ۵۱ بخش تشکیل شده‌است.
در رمان هویت وضع و موقع انسان معاصر به زیر ذره بین گذاشته میشود و سرگشتگی و التهاب جان و روان او به نمایش در می آید.
شخصیت های رمان از چگونگی تحول جهان خرسند نیستند،مشارکت در قیل و قال "این آشفته بازار بی ارزش" را بر نمی تابند،و "بلاهت درمان ناپذیرش" را جدی نمی‌گیرند.
افکار و احساسات شانتال و ژان مارک خواننده را به هیجان می آورد و ذهن او را به افق های دوردست تفکر و تخیل می کشانند.
آنان با حسرت به ارزشهای متعالی از دست رفته می اندیشند،درباره موقعیت کنونی زندگی بشر گفتگو میکنند،و برای نجات خویش به عشق پناه میبرند.